# Jules Schelvis
Jules Schelvis (Amsterdam, 7 januari 1921 – Amstelveen, 3 april 2016) was een Nederlander van Joodse komaf en overlevende van zeven concentratie- en vernietigingskampen.

## Sobibór
Tijdens de Tweede Wereldoorlog werd de 22-jarige Schelvis in Amsterdam door de Duitse bezetter opgepakt, tegelijk met zijn vrouw Rachel Borzykowski en een groot deel van zijn familie. Met uitzondering van zijn zuster en moeder werden al deze familieleden en zijn vrouw door de nazi's omgebracht.
Op 1 juni 1943 werd Schelvis met ruim drieduizend andere Joden op transport gezet vanuit Kamp Westerbork naar vernietigingskamp Sobibór. Hij gaf zich daar op voor wat hij dacht dat de ordedienst van Sobibór was, maar werd te werk gesteld in Kamp Dorohucza. Zijn vrouw en haar ouders werden in Sobibór vergast. Schelvis' gang door zeven nazikampen duurde twee jaar. Uiteindelijk werd hij op 8 april 1945 in Kamp Vaihingen door Franse troepen bevrijd. Schelvis had toen vlektyfus en woog nog slechts veertig kilo. De daaropvolgende opname van twee maanden in het ziekenhuis zette hem aan tot het schrijven van wat hij had meegemaakt. Dit deed hij op ziekenhuisformulieren, om later niet het verwijt te krijgen dat alles was verzonnen. Op 30 juni 1945 was hij terug in Amsterdam.

## Schrijver
Schelvis, van origine drukker, werkte tot aan zijn pensioen als hoofd algemene zaken in Amsterdam en Rotterdam voor respectievelijk De Arbeiderspers en dagblad Het Vrije Volk. Na lang stilzwijgen, ook voor zijn directe collega's en op aandrang van enkele redacteuren van laatstgenoemde krant die hij in vertrouwen had genomen, durfde Schelvis pas na zijn pensionering in 1982 zijn ervaringen op papier te zetten.
Hij schreef enkele boeken, waaronder Binnen de poorten en Vernietigingskamp Sobibor. In Sobibór, vlak bij de grens met Oekraïne, werden in ruim een jaar tijd ten minste 169.800 mensen, voornamelijk Joden, vermoord. Van hen waren er 34.295 afkomstig uit Nederland. Schelvis was een van de slechts negentien Nederlandse overlevenden.
Zijn boek Binnen de Poorten werd ook bewerkt tot een theatervoorstelling: in 1995 werd dit stuk ter gelegenheid van vijftig jaar bevrijding door zo'n zestig spelers en musici opgevoerd in Geldermalsen, waar Schelvis toen woonde. In 2000 vormden het boek en de eerdere voorstelling de basis voor een gelijknamige solovoorstelling van verhalenverteller Eric Borrias. Laatstgenoemde werd in 2007 onderscheiden met de Rachel Borzykowski-penning van Stichting Sobibor. Beide voorstellingen werden geschreven en geregisseerd door Gerard Evers, in nauwe samenwerking met Jules Schelvis.
Het project Er reed een trein naar Sobibor, dat in de jaren 2013-2015 werd uitgevoerd, was een samenwerking tussen Schelvis en orkestleider Jan Vermaning en het Nationaal Symfonisch Kamerorkest. Hierbij wisselden het verhaal van Schelvis over zijn geschiedenis met betrekking tot Sobibor en muziek elkaar af.
In 2014 sprak de toen 93-jarige Schelvis voor een volle Westerkerk in Amsterdam over zijn ervaringen in Sobibór. Een van de toehoorders was koning Willem-Alexander die er tijdens de Dodenherdenking van 4 mei 2020 aan refereerde tijdens zijn toespraak op de Dam.
Begin jaren tachtig van de twintigste eeuw maakte Schelvis video-opnames van gesprekken met 12 overlevenden van Sobibór. Zijn bedoeling om een documentaire te maken op basis van de 18 uur materiaal kwam niet tot uitvoering. Regisseur Piet de Blaauw maakte over dit project een tv-documentaire (De Sobibor Tapes) die in 2021 voor het eerst werd uitgezonden.

## Burger-aanklager
Schelvis trad in Duitsland als burger-aanklager op tegen kampbeulen en ging lezingen houden, de laatste jaren vooral voor de Duitse jeugd. Hij trad op als gids in de vroegere kampen en was adviseur bij tal van initiatieven om de Holocaust als waarschuwing in de herinnering te houden. In het proces dat vanaf 30 november 2009 werd gevoerd tegen de van oorlogsmisdaden verdachte John Demjanjuk, die als kampbewaker van Sobibór verantwoordelijk zou zijn voor het vermoorden van Joodse gevangenen, trad hij op als zogenoemde mede-aanklager (Nebenkläger). Onder andere uit respect voor zijn humanistische ouders vroeg Schelvis op 13 april 2011 aan de rechtbank de schuld van de hoogbejaarde man (Schelvis was toen zelf al negentig jaar) vast te stellen, maar hem geen celstraf op te leggen.

## Eerbetoon
- Op 7 februari 2007 werd Schelvis benoemd tot Officier in de Orde van Oranje-Nassau.[11]
- Jules Schelvis ontving op 8 januari 2008 voor zijn historische werk een eredoctoraat van de Universiteit van Amsterdam.[12]
- In 2011 ontving Schelvis de Annetje Fels-Kupferschmidt-onderscheiding van het Nederlands Auschwitz Comité.[13]
- Op 14 oktober 2013 werd hij in Sobibór – zeventig jaar na de opstand aldaar – door Polen onderscheiden en benoemd tot Officier in de Orde van Verdienste van de Republiek Polen.[14][15]
- In Amsterdam is de Jules Schelvisbrug in 2016 naar hem vernoemd.
- In Amstelveen komt een Jules Schelvislaan in nieuwbouwwijk De Scheg.[16]

### Eigen werk
- Gretha Borzykowski. Een korte historie. Tricht, 1981.
- Binnen de poorten. Een authentiek relaas van twee jaar Duitse concentratiekampen 1943-1945. Bussum, 1982.
- Wat de AJC voor mij in de oorlog betekende. Tricht, 1984.
- Plädoyer. Tricht, 1985 [Jules Schelvis als Nebenkläger im Strafverfahren gegen Frenzel, vorgetragen am 22. August 1985 vor dem Schwurgericht beim Landgericht Hagen].
- De geschiedenis van een transport. Tricht, [1986].
- Sobibor. Een vernietigingskamp in Polen 1942-1943. Tricht, [1988].
- Echo's van de oorlog. Dokumenten uit het archief van de gemeente Geldermalsen. [S.l.], 1990.
- Vernietigingskamp Sobibor. Amsterdam, 1993.
- KL-Unterriexingen. Een concentratiekamp in Baden-Württemberg van november 1944 tot maart 1945. Tricht, 1998.
- Kerstmis in Unterriexingen. [S.l.], 2005.
- Kurt Ticho. Overlevende van Sobibor. [S.l.], 2006.
- Ooggetuigen van Sobibor. Amsterdam, 2010.
- Een jeugd in Amsterdam. Herinneringen van een overlevende van Sobibor. Amsterdam, 2011.
- Er reed een trein naar Sobibor. Hooghalen, 2012.
- Johanna Leevendig. Het leven van en met een bijzondere vrouw. Elzenhorst/Amstelveen, 2012.

### Bezorging
- 12 Jiddische gedichten uit het poesie-album van Gretha Borzykowski. Tricht, 1983. Het poesie-album is in 2025 geschonken aan Herinneringscentrum Kamp Westerbork.

### Vertaling
- Tekst van het gefilmde interview met Kurt Thomas op 1 juni 1983 in het Cresthotel in Hagen/West Duitsland [S.l., 1983].

## Documentaires
- Opstand in Sobibor (1990)
- De Sobibor Tapes – De Vergeten Interviews van Jules Schelvis (2021)